# هايا هاريرت
هايا هاريرت (بالعبرية: חיה הררית‏) (و. 1931  م) هي كاتبة سيناريو، وممثلة مسرحية، وممثلة أفلام إسرائيلية، ولدت في حيفا.

## وصلات خارجية
- هايا هاريرت على موقع IMDb (الإنجليزية)
- هايا هاريرت على موقع ألو سيني (الفرنسية)
- هايا هاريرت على موقع أول موفي (الإنجليزية)
- هايا هاريرت على موقع قاعدة بيانات الأفلام السويدية (السويدية)
- هايا هاريرت على موقع قاعدة بيانات الفيلم (الإنجليزية)
- هايا هاريرت على موقع كينوبويسك (الروسية)